# Eugène Maillat
Eugène Maillat MAfr (* 30. Juli 1919 in Courtedoux; † 5. Juli 1988 in Freiburg im Üechtland) war ein Schweizer Ordensgeistlicher und römisch-katholischer Bischof von Nzérékoré.

## Leben
Eugène Maillat trat der Ordensgemeinschaft der Weissen Väter bei und empfing am 14. April 1945 die Priesterweihe.
Papst Johannes XXIII. ernannte ihn am 25. April 1959 zum Bischof in Nzérékoré. Der Bischof von Basel, Franziskus von Streng, spendete ihm am 27. September desselben Jahres die Bischofsweihe; Mitkonsekratoren waren François Charrière, Bischof von Lausanne, Genf und Freiburg, und István Hász, Militärordinarius von Ungarn. 1979 trat er zurück.
Eugène Maillat starb am 5. Juli 1988 in seinem 68. Lebensjahr.